# Linnea Liljegärd
Linnea Liljegärd (* 8. Dezember 1988) ist eine schwedische Fußballspielerin. Die Stürmerin debütierte 2009 in der schwedischen Nationalmannschaft.

## Werdegang
Liljegärd begann mit dem Fußballspielen bei Skogsbygdens IF, ehe sie in die Jugend von Falköpings KIK weiterzog. Dort fiel ihr Talent den Verantwortlichen des Svenska Fotbollförbundet auf, die sie 2004 erstmals in die U-16-Auswahl beriefen. 2007 debütierte sie für Falköpings KIK in der Damallsvenskan. Im Laufe der Spielzeit 2007 kam sie in 21 Spielen für den Klub zum Einsatz. Trotz ihrer fünf Saisontore verpasste der Aufsteiger den Klassenerhalt, woraufhin sie innerhalb der Liga wechselte.
Neuer Klub Liljegärd wurde der Erstligist Kopparbergs/Göteborg FC. Anfangs noch Ergänzungsspielerin erkämpfte sie sich im Verlauf der Spielzeit 2008 einen Stammplatz im Sturm. Mit ihren zwölf Saisontoren empfahl sie sich für die Nationalmannschaft und debütierte am 31. Januar 2009 beim 5:1-Erfolg über Norwegen durch Tore der vierfachen Torschützin Lotta Schelin und Sara Larsson bei einem Gegentreffer von Ingvild Stensland im Nationaljersey. Ihren Stammplatz im Verein konnte sie in der anschließenden Spielzeit behaupten und erzielte bis zur Sommerpause aufgrund der Europameisterschaft 2009 in 16 Spielen 16 Tore. Obwohl sie bis zum Zeitpunkt der Nominierung ohne weiteren Länderspieleinsatz geblieben war, nominierte sie Nationaltrainer Thomas Dennerby an der Seite ihrer Vereinskameradinnen Hedvig Lindahl, Sara Lindén und Stina Segerström für das Endrundenturnier.